# 이세연 (배드민턴 선수)
이세연(1995년 4월 14일~)은 대한민국의 배드민턴 선수이다. 개명 전 이름은 이민지이며, 2018 제18회 자카르타-팔렘방 아시안게임에 배드민턴 국가대표로 참가했다.